# Avasi Gimnázium
Az Avasi Gimnázium Miskolc egyik középiskolája, amely az Avason található.

## Az intézmény
Miskolcon, az Avas tetején 1987-ben épült modern épületben indult el Magyarország egyik legkorábbi német kéttannyelvű tagozata. Az alapító igazgató Takács Márta volt.
Az intézmény számos szállal kötődik az egyetemi és operavárosként magát újradefiniáló Miskolc kulturális életéhez. Az Avasi Gimnázium a Miskolci Egyetem tanár szakos hallgatóinak gyakorlógimnáziuma, művészeti tagozatának tanárai és diákjai rendszeres résztvevői a Miskolci Galéria és a „Bartók + …” Nemzetközi Operafesztivál rendezvényeinek. Az iskola az országban elsők között fektetett hangsúlyt a globális környezeti ismeretek oktatására, amit mindmáig szoros együttműködésben végez a Miskolci Ökológiai Intézettel és a Holocén Természetvédelmi Egyesülettel.

## A 2023/2024-es tanévben induló osztályok
| Képzési forma          | Képzési forma                                           | Kód  | Évfolyam | Felvehető | Felvehető |
| Képzési forma          | Képzési forma                                           | Kód  | Évfolyam | Osztályok | Fő        |
| ---------------------- | ------------------------------------------------------- | ---- | -------- | --------- | --------- |
| Négyévfolyamos osztály | Emelt szintű biológia oktatás                           | 8500 | 4        | 1         | 17        |
| Négyévfolyamos osztály | Emelt szintű vizuális kultúra oktatás                   | 8400 | 4        | 1         | 17        |
| Négyévfolyamos osztály | Magyar-angol két tanítási nyelvű képzés                 | 7900 | 4        | 1         | 17        |
| Négyévfolyamos osztály | Emelt szintű angol nyelvi képzés                        | 7800 | 4        | 1         | 17        |
| Ötévfolyamos osztály   | Emelt szintű francia nyelv, angol és történelem oktatás | 8100 | 5        | 1         | 17        |
| Ötévfolyamos osztály   | Magyar-német két tanítási nyelvű képzés                 | 8000 | 5        | 1         | 17        |
| Hatévfolyamos osztály  | Emelt szintű nyelvoktatás                               | 1300 | 6        | 1         | 34        |

## Az épület

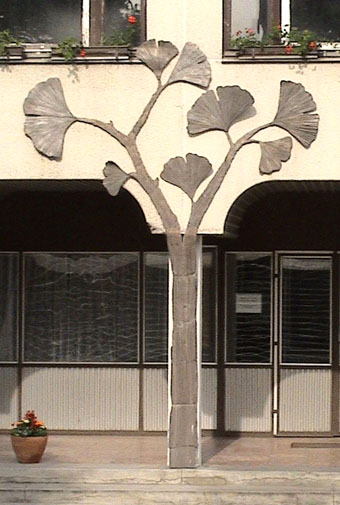
Páfrányfenyő (Gingko biloba) a bejáratnál

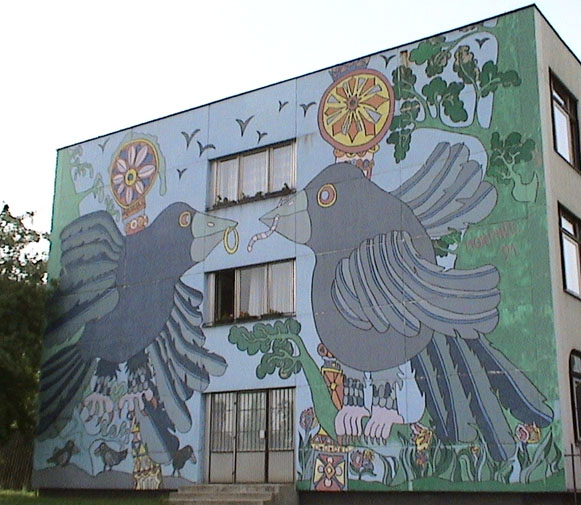
Morphée két hollója

Az épület bejáratánál egy a falra felfutó bronz ginkgo biloba jelképezi az összetartozást és elszakadást, amely valamennyi végzős diák közös és meghatározó élménye. Az épület déli falát Morphée két hollót ábrázoló óriás falfestménye díszíti. A két holló közül az egyik csőrében pondrót (Leibhaftigkeit), a másik aranygyűrűt (Geist) tart, az „ép testben ép lélek” gondolat allegóriájaként.
2008. augusztus 31-én a 2008–2009-es tanévnyitó ünnepséggel egyszerre adták át az új épületrészt. Az új épületrészben helyt kapott egy színházterem, amelyben nem csak az iskola rendezvényeit bonyolítják majd le, hanem a városrészét is. Két új számítástechnika terem, egy zeneterem, egy rajzterem, az iskola könyvtára és az iskolai büféje is ide került.

### Partneriskolák
Az iskola nemzetközi kapcsolatai szerteágazóak. Az összekötő kapocs a nyelv, zene, kultúra és a gasztronómia. A cserekapcsolatban a résztvevők családoknál vannak, a részvétel ezért viszonylag olcsó.
- Herzog-Johann-Gymnasium  Simmern
- Dalberg Gymnasium  Aschaffenburg
- Paulinum Gymnasium  Münster
- A Tamperei Egyetem Gyakorló Gimnáziuma Tampere
- Bilfen Ilköğretim Okulu  Isztambul

### Alapítványok
- Az Avasi Gimnázium Diákjaiért Alapítvány
- Az Avasi Gimnázium Jövőjéért Alapítvány
- Az Avasi Gimnáziumért Díj Alapítvány

### Versenyek
- Less Nándor földrajzverseny
- Fekete László Teremlabdarúgó kupa

### Neves tanárok
- Patócs Béla